# بثينة بن حسين
'بثينة بن حسين، (تونس، 6 ديسمبر 1960) كاتبة ومؤرخة ومفكرة تونسية.

## سيرتها
زاولت بثينة بن حسين تعليمه الثانوي بالمدرسة الصادقية ثم وفي سنة 1972 تحصل على الإجازة في تاريخ. تخصص في التاريخ الإسلامي وقام بنشر العديد من الأعمال صدرت سواء في العالم العربي أو أوروبا. أحرز سنة 1981 على شهادة الدكتوراه في التاريخ الإسلامي من جامعة باريس. وبقيت أستاذا شرفيا بجامعة تونس، أستاذ زائر بكل من جامعة ماك غيل (مونتريال) وجامعة كاليفورنيا، بركلي وبمعهد فرنسا. يتولى منذ فيفري 2012 رئاسة مجمع بيت الحكمة.

## من مؤلّفاتها
- الفتنة الثانية في عهد الخليفة يزيد بن معاوية 2013.
- الشخصية العربية الإسلامية والمصير العربي، بالفرنسية، 1974.[3]

## وصلات خارجية
بثينة بن حسين في برنامج ضيف وقضية:"تداعيات الواقع العربي المعاصر"، تقديم محمد كريشان